# AnJu
AnJu（アンジュ、1996年8月26日 - ）は、日本のシンガーソングライター。東京都出身。

## 略歴
2014年10月8日、高校生時代に「HIGANBANA」でCDデビューを果たす。デビュー時はビジュアルは伏せられた状態だった。同曲はゲーム『零 濡鴉ノ巫女』のテーマソングに起用される。
その後、学業に専念するために活動を休止し、早稲田大学へ入学し、活動を再開。
2016年、テレビ東京のテレビドラマ『石川五右衛門』で女優デビューを果たし、初めてビジュアルも公開された。

## ディスコグラフィー

### シングル
|                            | 発売日                     | タイトル                   | 備考                       |
| SPACE SHOWER MUSICリリース | SPACE SHOWER MUSICリリース | SPACE SHOWER MUSICリリース | SPACE SHOWER MUSICリリース |
| -------------------------- | -------------------------- | -------------------------- | -------------------------- |
| 1st                        | 2014年10月8日              | HIGANBANA                  |                            |

### タイアップ
| 曲名      | タイアップ先                          |
| --------- | ------------------------------------- |
| HIGANBANA | ゲーム『零 濡鴉ノ巫女』のテーマソング |

## 楽曲提供
道重さゆみ
- 「朝のfashion show」（樹林伸と共作詞・作曲)
- 「自分に向かって、ウインクひとつ」（樹林伸と共作詞）
- 「キャンディーボックス」（同上）
- 「ガールズウォーク」（同上）
- 「サンセットドライブ」（樹林伸と共作詞・作曲）
- 「美味しい罠に気をつけて」（同上）
- 「エンドレスナイト」（同上）

## 主な出演

### テレビドラマ
- 石川五右衛門（2016年） - 奈々 役 [1]